# Lista najwyższych budynków w Sapporo
Sapporo jest jednym z największych miast Japonii i największym miastem na wyspie Hokkaido. W metropolii tej stoi kilka wysokich budynków, jednak żaden z nich nie  znajduje się w japońskiej czołówce najwyższych. Zaaprobowano kolejny jeden projekt, który gdy zostanie ukończony ma zająć druga pozycję w mieście, wśród najwyższych gmachów.

## 10 najwyższych
| Ranking | Budynek                         | Wysokość strukturalna | Liczba pięter | Rok budowy |
| ------- | ------------------------------- | --------------------- | ------------- | ---------- |
| 1.      | JR Tower                        | 173,1 m               | 38            | 2003       |
| 2.      | D'Grafort Sapporo Station Tower | 143,2 m               | 40            | 2006       |
| 3.      | The Sapporo Tower Kotoni        | 135,6 m               | 40            | 2006       |
| 4.      | Sheraton Hotel Sapporo          | 115,8 m               | 32            | 1996       |
| 5.      | Sapporo Prince Hotel Tower      | 107,0 m               | 26            | 2004       |
| 6.      | Sapporo Center Building         | 102,0 m               | 25            |            |
| 7.      | Velbyu Tower Kotoni             | 101,8 m               | 30            | 2002       |
| 8.      | The Tower Nakajima Koen         | 100,0 m               | 30            | 2000       |
| 9-9.    | Ana Hotel Sapporo               | 96,0 m                | 25            | 1974       |
| 9-10.   | Zen-Nikku Hotel                 | 96,0 m                | 25            | 1974       |

## Zaaprobowane
| Ranking | Budynek                                              | Wysokość strukturalna | Liczba pięter | Rok budowy |
| ------- | ---------------------------------------------------- | --------------------- | ------------- | ---------- |
| 1.      | North 8 West 3 East Area First Urban Renewal Project | 165,0 m               | 45            |            |